# Cão-pelado-peruano
Cão-pelado-peruano[Nota] (em castelhano:  Perro Sin Pelo del Perú) é uma raça canina oriunda do Peru. Existem mais hipóteses que certezas relacionadas ao surgimento destes caninos. Por um lado acredita-se que o pelado peruano descenda de cães chineses levados ao país após a abolição da escravatura; outros sustentam que cães pelados foram levados do continente africano à nação americana; e alguns outros acreditam que sejam descendentes de caninos levados da Ásia e da América. Apesar de todas as teorias, é sabido que certos animais bem parecidos ao padrão atual estão presentes na cultura peruana há tempos: vasos pré-incas já os ilustravam em 1400 a.C. Fisicamente, apesar de ser uma raça pelada, apresenta vestígios de pelo nas extremidades de seu corpo, que pode chegar a medir 65 cm na altura da cernelha. Entre as particularidades desta raça está o fato de possuir três tamanhos distintos, cada um com sua padronagem: pequeno, médio e grande.